# Mäster Håkan
Mäster Håkan död efter 1619, var skarprättare och aktiv under de tidiga häxprocesserna i Sverige under det sena 1500-talet och det tidiga 1600-talet. Han kom under sin livstid att bli en av
Stockholms mest ökända skarprättare.
Mäster Håkan förekommer tidigt i de skriftliga källorna gällande trolldomsprocesser i södra Sverige. Han uppgavs blivit utbildad utomlands och hade bred kunskap om hur häxprocesser gick till i länder som Danmark och Tyskland, där de då var vanligare än i Sverige, och han kände till häxprovet, häxmärket, tortyrmetoder och mycket annat som användes mot häxor utomlands. 
Håkan hade en lång referenslista som auktoritet på häxor. Redan 1588, samma år han anställdes som bödel i Jönköping, hotades en frikänd kvinna, Kristina Jeppa, med att om hon någon gång anklagades igen, skulle mäster Håkan utsätta henne för vattenprovet. Anklagade människor från olika delar av landet sändes till honom i Jönköping där han förvarade och torterade de misstänkta. 
1590 utförde han vattenprovet på två kvinnor, som ett sätt att bevisa att de var skyldiga till häxeri. 
Han avrättade Elin i Horsnäs för häxeri 1611. 
Han medverkade vid ännu en häxprocess i Jönköping 1618–1619, där han fick både Britta Arfvidsdotter och Ingeborg Boggesdotter dömda till döden.
Håkan blev efter 1610 även verksam i Stockholm och Uppsala som bödel. Han samverkade med prostituerade och var involverad i Sara Simonsdotters bordellverksamhet i Stockholm, vilket uppdagades senare i en omfattande rättegång under 1618-1619. 